# Ramón Alegre
Ramón Alegre Biosca (Barcelona, 14 de mayo de 1981) es un jugador español de hockey hierba del SV Kampong de Utrecht en Holanda, que juega en la posición de defensa.
Es internacional absoluto con la selección española, con la que ha disputado cuatro Juegos Olímpicos, proclamándose subcampeón olímpico en los Juegos Olímpicos de Pekín 2008.
Es hermano del también internacional español de hockey, David Alegre.

## Participaciones en Juegos Olímpicos
- Atenas 2004, cuarto puesto.
- Pekín 2008, medalla de plata.
- Londres 2012, sexto puesto.
- Río de Janeiro 2016, quinto puesto.

## Premios, reconocimientos y distinciones
- Medalla de Bronce de la Real Orden del Mérito Deportivo, otorgada por el Consejo Superior de Deportes (2010)
- Medalla de Oro de la Real Orden del Mérito Deportivo, otorgada por el Consejo Superior de Deportes (2011)